# 冥王計画ゼオライマー (OVA)
『冥王計画ゼオライマー』（プロジェクトゼオライマー）は、ちみもりをの同名漫画を原作としたロボットアニメOVAである。

## 概要
監督：平野俊弘、制作：AICによるロボット物OVAとしては、『戦え!!イクサー1』『破邪大星ダンガイオー』『大魔獣激闘 鋼の鬼』に続く作品。原作から18禁要素をほぼ排除し、基本設定は流用しているものの別作品となっている。平野は主人公マサトの人格変化や宿命への抗いという要素は重視しつつ、敵が女帝を中心とする中国風の存在と設定し、ロボットにプロレスのようなアクションをさせず巨大な兵器として描写することを心掛けたと回想している（ビデオ封入解説資料）。 
映像ソフトは東芝EMIより発売。各巻30分、全4巻。ナレーションは政宗一成が担当。1988年から1990年にかけてVHS・BetaビデオソフトとLDで各巻が発売された後、1997年には2話ずつを収録したビデオソフト『天之巻』『地之巻』と全4巻を収録したLD-BOX『冥王計画ゼオライマーコンプリートコレクション』が、2000年にはLD-BOXと同じ内容を収録したDVD-BOX『冥王計画ゼオライマーコンプリート』がそれぞれ発売された。2004年にはDVD-BOXの再発売が行われたほか、2008年には生誕20周年を記念してDVD-BOXと同じ内容で視聴機器の性能向上に合わせて画角修正など若干のリマスタリングを施したBlu-ray Disc版がバンダイビジュアルより発売されている。
上記のDVD-BOX再発売に合わせ、シミュレーションRPG『スーパーロボット大戦シリーズ』への登場を果たす。この際に、発表当初は未設定だった次元連結砲の名称など、一部の設定を作り起こしている。

## ストーリー
コンピューターなどエレクトロニクス産業で全世界の70%の市場占有率を誇る多国籍企業・国際電脳を隠れ蓑にする秘密結社「鉄甲龍」（ハウドラゴン）は、15年の時を経て巨大ロボット群・八卦ロボによる世界征服を開始した。鉄甲龍の長である少女・幽羅帝はその手始めとして配下かつ恋人の耐爬に、彼の八卦ロボ「風のランスター」で日本政府の地下秘密基地「ラスト・ガーディアン」を襲撃させる。しかしそこに、かつて鉄甲龍から脱走した天才科学者・木原マサキに強奪され、現在は日本政府に戦いを強要された少年・秋津マサトと謎の少女・氷室美久をパイロットとする最強の八卦ロボ「天のゼオライマー」が立ち塞がる。
マサトは当初、困惑するばかりでゼオライマーを使いこなせない。だが、突然マサトが凶暴な人格に豹変すると、ゼオライマーは圧倒的な破壊力を発揮し、耐爬をランスターごと消滅させる。豹変したマサトは自分が15年前に死亡したマサキであることを明かし、自分こそが冥王なのだと高らかに告げる。全ては鉄甲龍の「冥王計画」を秘密裏に乗っ取り、世界を我が物にするという野望を持つマサキの手で巧妙に仕組まれていたのだ。

## 登場人物

### ラスト・ガーディアン
秋津 マサト（あきつ マサト）
声 - 関俊彦
本作の主人公。15歳。優しい両親の元で平穏に生活していたが、ある日突然ラスト・ガーディアンに拉致・収監され、自分が天のゼオライマーのパイロットとして産み出された試験管ベビーと知らされた上で、意思と関係なく戦わさせられてしまう。
普段は穏やかで内気な少年だが、ゼオライマーに乗ると非常に残忍で傲慢かつ高圧的な性格に豹変し、人相も凶悪なものとなる。その正体は木原マサキが自らの野望のために造った彼自身の複製であるクローンで、戦いの中で記憶の混乱に苛まれていく。性格の豹変はゼオライマーに搭乗した際にマサキの記憶と人格が甦るよう仕組まれていたためであるが、何らかの理由で15年間普通の少年として生きてきた秋津マサトとしての自我を消しきれなかったらしく、最終的にはマサキの記憶と人格を吸収する形で人格が統合された（本人曰く「秋津マサトでも木原マサキでもなければもうどちらにもなれない」）。自らの醜い心の招いた過ちや美久と幽羅帝達への仕打ちに対する悔恨を美久に告白し、マサキの野望を終わらせるべくある決意を固める。
原作では名前は「マサキ」だったが、後述のマサキとの区別が声の演技のみでは苦しいということもあり、「マサト」へ変更された。
木原 マサキ（きはら マサキ）
声 - 関俊彦
マサトのもう一つの姿で既に故人。かつては鉄甲龍に所属し、ゼオライマーをはじめとする八卦ロボを作り上げた天才科学者だったが、鉄甲龍に居ようが逃げ出そうが結局は命を奪われることを察していたため、逆に冥王計画を我が物にすべく完成したゼオライマーを強奪・他の機体を爆破し、鉄甲龍から脱走する。ゼオライマーの搭乗者に自身のクローン受精卵を登録し、その受精卵と共にゼオライマーをラスト・ガーディアンへ秘密裏に引き渡すが、その存在を危険視した沖の手によって抹殺される。しかし、マサキ自身の死すらも自らが冥王となるための布石に過ぎず、あらかじめゼオライマーに自分の記憶と人格を記録し、15年後自らの複製であるマサトか幽羅帝のいずれかを依り代に自らが復活するよう計画していた。また、八卦衆に自滅プログラムとしてコンプレックスを抱くよう仕組んだ上で彼らの葛藤を嘲笑う狡猾さを持つが、計画と僅かでもズレが生じれば苛立ちを露わにしたり、ロクフェル達の三角関係を前に苦しみ出したりするなど不安定な一面も見せる。
マサト同様、声の演技のみでの区別の困難さなどを理由に、姓名が原作の「若槻魔沙樹」から「木原マサキ」へ変更された。名前を逆さに読むと「貴様ら破棄」となる。

氷室 美久（ひむろ みく）
声 - 本多知恵子 / 天宮みや（機動戦隊アイアンサーガ）
容姿は美少女だが、人間では有り得ないほどの身体能力を持つ、ゼオライマーのサブパイロット。美久が居なければ、ゼオライマーは3分の1以下の出力しか発揮できない。その正体は、マサキが作り出したアンドロイドであり、次元連結システムそのものでもある。ゼオライマー搭乗時には通常の少女の姿から機械部品でできた骸骨のような姿に変貌し、さらに蜘蛛の様な形に変形してゼオライマーの球体型ジェネレーターと合体し、機体と一体化する。
美久としての外見は八卦衆同様20歳の姿に設定されている。マサキの脱走時には5歳相当の姿で発見されたが、日本政府による検査を受けている最中に異常なスピードで成長する場面がある。
当初はマサトに冷たい態度を取っていたが、徐々に心を通わせていき彼の理解者となる。クールビューティーな印象だが決して無機質な性格という訳ではなく、衣服の下には可愛らしい下着を着けるなどごく普通の少女らしい心を持つ。
スマホアプリゲームの「機動戦隊アイアンサーガ」にもゲスト出演するが、こちらは本来の演者であった本多知恵子が既に故人であるため、代役を据えての出演となっている。
沖 功（おき いさお）
声 - 田中秀幸
黒ずくめのスーツにサングラスをかけた寡黙な男性。正体は日本政府秘密機関のエージェントであり、かつてマサキを抹殺した地下要塞ラスト・ガーディアンの責任者。当初はマサトのことをゼオライマーを動かすパーツとしか見ていなかったが、マサキの真意を知った後半以降はマサトを1人の人間として見るようになる。マサトと美久が最後の戦いに出撃する際には、2人とゼオライマーに対し、敬礼をもって見送った。
マサトの両親
声 - 政宗一成（父親）
日本政府の指示でマサトを保護監視下に置き、15年間育てていただけの赤の他人。とはいえ息子に情が移ったのか、ラスト・ガーディアン内では収監されたマサトに悲痛な表情も見せる。

### 鉄甲龍
幽羅帝（ゆうらてい）
声 - 荘真由美
鉄甲龍の長を務める女性。耐爬とは夜な夜な肌を重ねる相思相愛の間柄だが、立場上は彼を特別扱いするわけにも行かないためにあえて冷たく振る舞い、長としての立場を貫く。しかし耐爬に対する想いは非常に強く、彼が出撃する度に無事の帰還を祈り、涙を流すほど。かつては先代の長の下、八卦衆の1人としてゼオライマーに搭乗する予定だった。その正体は、マサト同様にマサキが自らの野望のために造ったマサキ自身の複製である。マサトやラスト・ガーディアンへの執着や憎悪も、全てマサキに仕組まれたものであった。そのため、最後は全てを終わらせるべくあえて冥王計画を実行することで、マサトや美久と共にメイオウ攻撃による大爆発の中に消える。
なお、当初は美久と瓜二つの容姿に設定されており、二重の意味での複製であったことが、設定資料集内で菊池通隆により明かされている。
『スーパーロボット大戦J』では、ハウドラゴン（条件を満たした場合はグレートゼオライマー。後述のグレートゼオライマーの項を参照）に搭乗し、マサトと決着を付けるために最後の決戦へ赴く。
耐爬（たいは）
声 - 鈴置洋孝
八卦衆の1人で、風のランスターのパイロット。幼い頃は幽羅帝の従者を務めていたこともあり、本編の時点では恋人同士。しかも、侍女がいる中で行為に及ぶ程の仲である。ただし、幽羅帝が鉄甲龍の長という立場であることから、他の八卦衆からは色眼鏡で見られることも多い。幽羅帝は恋仲を鉄甲龍全体に認めさせるべく、耐爬を八卦衆第一の刺客に指名するが、ランスターはマサキの人格が覚醒したゼオライマーに敵わず、メイオウ攻撃で耐爬ごと消滅させられる。訃報に泣き崩れる幽羅帝は、マサトやラスト・ガーディアンへの復讐を誓うのだった。
スーパーロボット大戦シリーズでは演者である鈴置が出演後に死去したため、現状はライブラリー出演となっている。
シ・アエン、シ・タウ
声 - 佐久間レイ（アエン）、佐々木優子（タウ）
八卦衆に名を連ねる双子の姉妹。その妖艶な美貌は瓜二つだが、服の色とワンレングスの左右の分け方が異なり、バストサイズはアエンがタウより大きい。
アエンは火のブライストのパイロットで姉に当たる。戦闘や訓練の際にはタウに対して厳しい態度を崩さない優秀な戦士だが、タウ自身に対してはとても優しい姉である。
タウは水のガロウィンのパイロットで妹に当たる。アエンに対してのコンプレックスがとても強く、異常なまでの対抗心を燃やしていたが、それもまたマサキに仕組まれたものである。アエンの想いを理解したのは、彼女と共にメイオウ攻撃で消滅する直前であった。
葎（りつ）
声 - 速水奨
八卦衆の1人で、月のローズセラヴィーのパイロット。常に仮面で顔を隠しているのは「男の中の男」になりたいという強さへの願望と、それに相反したおとなしく美しい女顔の両方をマサキに造られたためであり、八卦衆の中でも特に彼を憎悪している。耐爬やシ姉妹の人格などがマサキに作られたものであることを、個人的に調べ上げていた。ローズセラヴィーの高い性能もあって、ゼオライマーをあと一歩という所まで追い詰めるが、マサトの人格の変貌や次元連結システム（美久）のゼオライマーとの連結に動揺。マサキ＝父の存在に気づき思慕を呟きながらメイオウ攻撃の前に消滅する。
ロクフェル
声 - 勝生真沙子
八卦衆の1人で、地のディノディロスのパイロット。気高く美しい女戦士。祇鎗の想いに気付きながら、塞臥を戦士として敬愛。塞臥に利用されていると分かっていても恋慕を寄せ続けている。マサキに出生の真実を告げられた上に追い打ちのごとくディノディロスが両腕を失い中破してもなお、塞臥への想いを貫こうとゼオライマーに特攻を掛けるが、次元連結砲でコクピットを撃たれて死亡する。
祇鎗（ぎそう）
声 - 玄田哲章
八卦衆の1人で、山のバーストンのパイロット。物静かで貫禄のある巨漢で、塞臥とは犬猿の仲。叶わぬと知りつつもロクフェルに想いを寄せている。ロクフェルの無残な死に逆上してゼオライマーに特攻を掛けるが、塞臥共々消滅させられる。
塞臥（さいが）
声 - 塩沢兼人 / 山崎たくみ（スーパーロボット大戦シリーズ）
八卦衆の1人で、雷のオムザックのパイロット。常に他のメンバーへ挑発的な態度を取る。野心や功名心が強く、そのためならマサキに仲間となるよう持ちかけたり、ロクフェルの愛を利用したりすることも辞さない。だが、そのロクフェルが次元連結砲で無に帰った時、彼女の無残な最期や自分達を弄ぶマサキに怒りを爆発させた塞臥は叫びながらゼオライマーにプロトン・サンダーを放とうとするがメイオウ攻撃に先んじられ、自身も同じ様に果てた。
スーパーロボット大戦シリーズでは演者である塩沢が故人であるため、代役での出演。
ルラーン
声 - 辻村真人
鉄甲龍の八卦ロボ開発者。気弱だが、自分の思っていることは口にする性格。マサキとはかつて共に八卦ロボを開発していた同僚だったが、彼が脱走する際にそれらを破壊していったため、現在の機体はルラーンによる再設計または再製造である。美久の身体の秘密やマサトと幽羅帝の出生の秘密を全て知っており、当初は幽羅帝を復讐の道具として使うつもりだったが、いつの間にか彼女を実の娘のように想っていた自分に気付き、苦悩していた。最終巻で全ての真相を幽羅帝に話すと、隠し持っていた拳銃で自殺する。
『スーパーロボット大戦J』では、密かに全八卦ロボの能力を統合させた究極の八卦ロボ「ハウドラゴン」（もしくは「グレートゼオライマー」）を開発しており、それを幽羅帝に託した後に自殺する。

## 登場ロボット

### 八卦ロボ
原作とは敵組織自体が変更されており、ロボットには全て八卦の称号が付けられている。また、わずかな流用分を除いて設定自体はOVA版オリジナル。ゼオライマー、ローズセラヴィー、バーストン、オムザックはマサキの設計であり、ランスター、ブライスト、ガロウィン、ディノディロスはルラーンの設計である。
なお、日本では八卦の卦に水が対応付けられることが多いので、月の称号を持つローズセラヴィーの存在が奇異に感じられるが、中国では太陽に対応付けられる卦と対をなすものとして卦に月が対応付けられることが多い。それゆえ、全ロボットと八卦の対応関係は、易の原理から外れているわけではない。メカニックデザインを担当した森木靖泰は、そういった部分に関して調べた上で設定したと設定資料集で明かしている。詳しくは、ガロウィンとローズセラヴィーの項を参照。
天のゼオライマー
『天』の称号を持つ最強の八卦ロボ。パイロットはマサト/マサキ。全高50m、重量480t。別次元から無限のエネルギーを取り出す「次元連結システム」（原作漫画の「超次元システム」に相当）により、他の八卦ロボを圧倒する出力・能力（空間跳躍・全方位対応のバリアー、前述2機能の同時使用）を持つ。コクピットは原作漫画版の腹部から首付け根下に変更されており、ラストガーディアンでの格納時には機体は一部が折り畳まれ上半身、下半身、腕部、胸部光球と四分割された格納形態となって収容されている。前述の通り空間跳躍可能だが、戦闘機動時はバックパックスラスターを使用。美久が未搭乗（＝次元連結システムが未起動）の状態でもゼオライマーを動かすことは可能だが、胸部の光球が消え、出力は3分の1以下になってしまう。
手甲部光球から発射する「エネルギー波」「次元連結砲」の他、必殺技の「メイオウ攻撃」は、エネルギー波により全ての物質を原子レベルで破壊・消滅せしめる、作中最強の威力を持つ。なお、メイオウ攻撃の発動時は、ゼオライマー自身が「メイ・オウ!」と叫ぶかのようなサウンドエフェクトが掛けられている。
風のランスター
『風』の称号を持つ八卦ロボ。パイロットは耐爬。全高47m、重量300t。製造当初は、他の八卦ロボ輸送時の護衛用（本機、ゼオライマー、オムザック、ローズセラヴィーの4機以外は自力で飛行できないため、専用の輸送機「双鳳凰」で目的地まで運搬する必要がある）に作られた機体であった。他の機体に比べると攻撃力で劣るが、その運用の幅は他の機体より広い。肩部エアスラスターから暴風を塊のように発射する「ボーンフーン」、かまいたち現象により相手を斬り付ける「ブレイウェイン」、肩部エアスラスター全てから暴風を発射・合成し竜巻を起こし相手を巻き込む「デッド・ロン・フーン」など様々な技を持っている。作中では起動直後のゼオライマーの初戦相手となり、後一歩のところまで追い詰めたかに見えたが、真の力を発揮したゼオライマーの相手ではなかった。頭部に備え付けられている角は、180度方向を変えることにより、武器として使える。
火のブライスト
『火』の称号を持つ八卦ロボ。パイロットはシ・アエン。全高57m、重量420t。クロー状の手の平から展開する砲身からナパーム火炎放射を行う「フレア・ランチャー」と、肩部ユニットを展開し高温のプラズマ光弾を形成・発射する必殺武装「マグラッシュ」を装備し、単体でも高い火力を誇るが、本機の真価は水のガロウィンとのコンビネーションにより発揮され、機体同士を接続して放つ、「フレア・ランチャー」の上位増幅技「トゥインフレア」と、ガロウィンのメガサーチャービームで敵を捕捉して（この際、2機は目標を挟んで相対する配置となる）手の先に有るレーザー受信機で射線を設定し、最大出力のマグラッシュとガロウィンのメガサーチャービームを同時にぶつけ、相反するエネルギーの衝突による大爆発を起こす最大の技「トゥインロード」を使用できる（ルラーンによれば「空間ごと消滅させる」威力がある）。
水のガロウィン
『水』の称号を持つ八卦ロボ。パイロットはシ・タウ。全高54.6m、重量450t。火のブライストとの合体攻撃を主に、あくまでもサポート用に設計・開発された機体である。そのために本機の武装は、肩アーマーに内蔵された冷気を放射して相手の動きを止める「ガロウィン・ブリザード」、腰部に一対装備されているガイドレーザー照準機を有し目標を定め高精度の命中率を誇るビーム砲「メガサーチャービーム」で、他の機体に比べると直接的な高い攻撃能力は有していないが、機動性は高く、ブライストとの連携においても迅速に位置取りを行うことができる。合体攻撃時にはブライストの銃脚役や、冷却･エネルギー供給補佐を担当する。
なお、この八卦に当てられている紋章は日本において通常は「沢」だが、火のブライストの対照型の姉妹機との設定や、後述するローズセラヴィーとの兼ね合いのため、水の称号になっている。
月のローズセラヴィー
『月』の称号を持つ八卦ロボ。パイロットは葎。全高52.3m、重量550t。胸・脚・指など、様々な箇所にビーム砲が搭載されている。通常武装は指先の「ビームランチャー」（拡散連射や収束放射など、発射モードは切り替え可能）。手を手刀の形にしてビームを固め、刀のように振るう「ルナ・フラッシュ」を白兵武装として使用。さらに重砲撃武装として砲撃形態をとる事で全エネルギーを極太ビームとして放出する必殺武装「Jカイザー」が装備されている。Jカイザーは他のビーム発生器を展開することで最大出力の放射も可能である。どの武装も出力が高く単機のジェネレーターのみでは出力が持続せず連続および長時間使用が出来ないため雷雲内へ衛星を飛ばして雷のエネルギーを自機へ送る最大3機のエネルギーチャージシステム（通称「月の子」）が装備されている。
マサキによる製造段階では、元々オムザックと同様に不完全なプロトタイプではあるものの、次元連結システムを搭載していたことからエネルギーチャージは不要だった（このマサキ版とも言うべき機体は、姿そのものも本編登場版とは異なっており、原作寄りのデザインである）が、マサキはゼオライマーを盗む際に次元連結システムのノウハウ流出を防ぐべく、オムザック共々ほぼ完全に破壊している。そのため、ルラーンによる復元の際には出力不足を補うべく、エネルギーチャージシステムが搭載された。
エネルギーチャージによって長時間の戦闘が可能、武装にビーム剣を持つなど、設定は原作のローズセラヴィーを踏襲しているが、必殺武器の名称はJガイザーからJカイザーに変更。発射方式も原作漫画版および森木デザインのマサキ版では胸部ビーム砲だが、OVAではスカートアーマーを変形合体させ砲撃形態をとる形式となっておりエネルギーチャージャーは本体から射出する独立した小型の使い捨て式（使用時に崩壊するため回数自体に制限が掛かる）に変更されている。
第1巻制作時にはデザインがまだ決定直前であったため、紹介シーンに登場する機体はその時点で最新の設定画を元に描かれたもの。それゆえ、第3巻に登場する機体とは細部が異なっている。
なお卦の象徴の中に月が在り、加えて原作漫画の踏襲部分として天のゼオライマーと対の位置付けにある機体のため、天の象徴物の太陽と対になる月が採用された。それゆえ、日本で卦と対応付けられる水の称号を、属性が似通っているに移している。
地のディノディロス
『地』の称号を持つ八卦ロボ。パイロットはロクフェル。全高53m、重量500t。八卦ロボの中で唯一、頭部が2つ存在する双頭の機体。展開・変形した両手を地面に突き刺し設置して大地に波動を送り、マグマ層を活性化させて大地震を発生させることが可能。その他の武装としては、腕部ビーム砲やミサイルなどを搭載しているが、地震による建造物破壊を主目的とした機体であり、対ロボット戦には不向きである。バーストンとほぼ同時期に製造され後続機体の主要武装のテストをこの2体で行っていた。ゼオライマーに左腕のビーム砲を撃とうとした所をオムザックに腕部を破壊されることで止められ、最後は突撃を仕掛けるも八卦ロボで唯一、メイオウ攻撃ではなく次元連結砲で撃破された。
山のバーストン
『山』の称号を持つ八卦ロボ。パイロットは祇鎗。全高55m、重量600t。ルラーンによると、全身に500発のミサイルを装備する。背部に多連装ミサイルランチャー（肩部にミサイルが格納されている）、脚部に切り札として複数の核ミサイルを装備しており、オムザックに対して自殺攻撃による相打ちをにおわせて牽制した。蓋となっている脚部装甲にも対迎撃用ミサイル（MIRV用のデコイ弾頭に相当）が配置されている。手部にはビーム砲を装備しているが、こちらは牽制や護身用としての意味合いが強く、本来はディノディロスと同じく、建造物破壊を主目的とした機体であり、対ロボット戦には不向きである。ホバー移動が可能なため、重量の割に地上でもそれなりの機動力を持つ。オムザックと共にゼオライマーに挑むが、一矢報いることなくメイオウ攻撃で消滅させられる。
なお、巨大ロボット製作技術の検証機体であり最初に建造され以後の機体の原型となったものであるため他の八卦ロボに比べると構造が簡素であるという設定だが、森木靖泰のデザイン作業では、風のランスターがゼオライマー以外の全八卦ロボの原型である。
雷のオムザック
『雷』の称号を持つ八卦ロボ。パイロットは塞臥。全高70.3m、重量700t。八卦ロボの中では唯一の非人体型で、四肢らしいマニピュレーターも装備されておらず、反重力システムによって常時浮遊しており、アメリカ第七艦隊上空に突然出現して壊滅させた。その設計の複雑さと巨大さゆえ、第3巻の時点まで復元が完了していなかった。
武装は、八卦ロボの中で唯一ゼオライマーに対抗できる威力を持ち、周囲数kmの物質を微粒子化する原子核破砕砲「プロトン・サンダー」。ゼオライマーと対峙した際には発射体勢に入ったものの、バーストンと共にメイオウ攻撃の前に散っていった。なお、設定画では胸部中央の小型マニピュレーター状の砲身を展開するだけだが、OVA本編では米軍に襲撃を仕掛けた際背面部のジェネレーターから光球を打ち出しており、スーパーロボット大戦ではこれも含めて「プロトン・サンダー」と解釈している。通常のビーム砲も装備しているが、ディノディロスの腕を破壊した攻撃は画面外から行われたため、機体の何処の部分から発射されたかは本編では不明であったが『スーパーロボット大戦MX』および『スーパーロボット大戦J』では、額部のジュエルから発射している。

### その他のメカ
鉄甲龍要塞
鉄甲龍のメンバーや八卦ロボを収容している巨大な空中要塞。ランスターが国際電脳本社を破壊した後も、国際電脳の製品をコントロール可能で、それらを踏み台にして世界各地の原子力発電所や核兵器を自爆させることができる。
双鳳凰
飛行移動できないタイプの八卦ロボを輸送するために造られた双胴体型の輸送機。二機存在するが一機は木原マサキが鉄甲龍脱出の際に奪取しゼオライマーを載せて日本へ亡命した。その後については不明。 鉄甲龍側に残された機体は第二話にてブライストとガロウィンを輸送しているが、その後は未登場。
ラスト・ガーディアン
ゼオライマーを収容している富士山麓樹海地下にある日本政府の基地。

### OVA本編外の機体
グレートゼオライマーおよびハウドラゴンは本来、OVA本編外で製作されたモノクロの設定画のみが存在する幻の機体だった。両機の武装や攻撃方法などの細かな設定は『スーパーロボット大戦J』登場時に新規で追加設定されたものである。同ゲームソフトの販売に前後して、若干のデザイン修正とクリンナップ・彩色が行われたカラーの設定画がOVA版公式サイトでも閲覧可能となった。
グレートゼオライマー
ゼオライマーの能力に加え、全八卦ロボの必殺技を持ち合わせた機体。称号は『烈』。本来は前述の通り幻の機体だったが、『スーパーロボット大戦J』に隠し扱いではあるものの登場することとなった。
ゲームの設定では、条件を満たすことでルラーンが幽羅帝の搭乗機として後述のハウドラゴンの強化版として、次元連結システムが欠けていながらも完成させる。グレートゼオライマーとの決戦後、破壊されたグレートゼオライマーの残骸を回収したマサトが、同じく決戦よって大破したゼオライマーへの移植を提案し、次元連結システムを搭載した完全版のグレートゼオライマーが完成する。
入手条件の難易度は非常に高いが、基本性能が強化されたうえに次元連結システムや全八卦ロボの主要武装が搭載され、使用可能となっている。最強の武装であるメイオウ攻撃もより強力な「烈メイオウ」となっている。なお、敵として登場する未完成版のグレートゼオライマーは次元連結システムは搭載しておらず、烈メイオウは使用不可となっている。武装はハウドラゴンに準じているうえ、プロトン・サンダーがオメガ・プロトン・サンダーへ強化されている。
武装
括弧内は武装元の機体。なお、ゲーム内でのムービー演出は基本的に元の機体の物を使い回した描写が多い。またグレートゼオライマーの攻撃はデッド・ロン・フーンを除いて全て大爆発のエフェクトを伴う。
デッド・ロン・フーン（風のランスター）
バックパックユニット部エアスラスターから多数の竜巻を発射して敵機を巻き込んで攻撃する。スーパーロボット大戦Jでの性能では長射程ながら、トゥインロードと同じく移動後に攻撃も可能。
トゥインロード（火のブライスト&水のガロウェン）
元はブライストとガロウェンによる合体攻撃だが、こちらは次元連結システムの機能で2体に分身して行うコンビネーション攻撃。片方が肩部外側を変形させてマグラッシュの発射態勢に入り、もう一方が敵機の背後に回り込み、前腕部ユニットからメガサーチャービームを展開、ガイドレーザーを発射。敵機を捕捉後、マグラッシュとメガサーチャービームの同期発射によって大爆発を引き起こす。
なお、次元連結システムを使用しないハウドラゴンの場合、両碗から発射するが各射撃の速度調節をすることで衝突できるようにしている。
Jカイザー
背部のパーツを射出し前部スカートアーマーを前に振り出してローズセラヴィー同様の砲撃形態に変形させた後、極太のビームを放って大爆発を起こす。本機には木原マサキが完成させた完全版の次元連結システムが搭載されているため、使い捨て型のエネルギーチャージャーによる発電に依存するローズセラヴィーと異なり、チャージ等の発射に際する一切の制約が無い武装となっている。
アトミック・クエイク（山のバーストン&地のディノディロス）
バーストンとディノディロスの攻撃を連続して行う。敵機に向けて脚部を展開して12発の核ミサイルを放ち、その後さらに脚部ユニットを地面に突き刺し地震攻撃によって攻撃と同時に足場を崩す。噴火とともに崩壊した大地で動きを制限された敵機にあらかじめ放った核ミサイルが続けて直撃するという荒技。
オメガプロトンサンダー（雷のオムザック）
背部バックパックユニットを上方に90度持ち上げ展開してエネルギーを充填後、敵機に急速に接近して原子核破砕砲を放つ。
ゲームにおける演出ではオムザックはプロトンサンダーによる攻撃エフェクトが4回放たれているが、本機のオメガプロトンサンダーではさらに激しいエフェクトかつ倍の8回を高速で放っている。
烈メイオウ
天のゼオライマーの次元連結システムに加え、鉄甲龍が保持していたあらゆる技術が投入された結果実現した、いわばメイオウ攻撃の究極型ともいえる武装。それに伴い、表記も「天」から「烈」に変化している。
モーション自体は天のゼオライマーのメイオウ攻撃とほぼ同じだが、大音響の爆発とともに大地が崩壊し、敵機周辺は橙色のエネルギー波に包まれ、最後は大気圏外からも観測できるほどの青い閃光を伴った大爆発を巻き起こす。なお、グレートゼオライマーの周囲を無差別に攻撃するMAP兵器版も存在する。
ハウドラゴン
ドラマCD『大冥界』に登場。「超常奇跡ロボ」との肩書きに加え、ゼオライマー以外の八卦ロボが合体したという設定や、「立体の暴力と言われるほどの凄まじい外見」という解説が付加されていた。
『スーパーロボット大戦J』においてはグレートゼオライマーの登場条件を満たしていない場合ルラーンが最後に完成させ、ゼオライマー以外の八卦ロボの全必殺技を持ち合わせた幽羅帝の搭乗機としてその姿を現す。破壊後の残骸は、ゼオライマーの修復に使用された。
ガロイスト
公式ブック『天の巻』に設定画が掲載されている、ブライストとガロウィンを合体させたデザインの機体。種別が「八卦ロボモドキ」であったり「大型ジェットに変形」という文字設定の記述が示すように、お遊びで作られた機体である。

## スタッフ
- 製作 - 鈴木敏充（アートミック）
- 企画 - 三浦亨
- 原作 - ちみもりを
- 監督 - 平野俊弘
- 脚本 - 會川昇
- 作画監督・キャラクターデザイン - 菊池通隆
- メカニックデザイン - 森木靖泰
- 色指定 - 中山久美子
- 美術監督 - 南郷洋一（第1巻、第2巻）、串田達也（第3巻、第4巻）

- 音楽 - 川村栄二
- 音響監督 - 藤山房伸
- 音響効果 - 佐々木純一
- 撮影監督 - 小西一廣
- タイトルデザイン - ちみもりを、アートミック
- 制作、著作 - ちみもりを、AIC
- 発売、販売 - 東芝EMI

※ビデオソフト裏面などによる。

## 主題歌
エンディングテーマ
- 『紅のロンリネス』（PROJECT I〜III）
- 『I LOVE YOU 愛してる』（PROJECT IV）
  - 2曲ともに、作詞 - 水谷啓二 / 作曲 - 馬場孝幸 / 編曲 - 石田勝範 / 歌 - 山形ユキオ

挿入歌
- 『女の子にさよなら』
  - 作詞 - 奥野敦子 / 作曲 - 奥野敦子 / 編曲 - 西平彰 / 歌 - 島崎和歌子

- 『SUNSET STORY』
  - 作詞 - ビーンズ豆田 / 作曲 - 矢野立美 / 編曲 - 矢野立美 / 歌 - PINK JAGUAR

※上記2曲は、ドラマCD『冥王計画ゼオライマー 大冥界』に収録されている。

## 各巻リスト
| 巻          | サブタイトル | 脚本   | 絵コンテ          | 演出     | 作画監督                                                                     | VHS/Beta/LD初回発売日 |
| ----------- | ------------ | ------ | ----------------- | -------- | ---------------------------------------------------------------------------- | --------------------- |
| PROJECT I   | -決別-       | 會川昇 | 平野俊弘 菊池通隆 | 西森明良 | 菊池通隆                                                                     | 1988年11月26日        |
| PROJECT II  | -疑惑-       | 會川昇 | 平野俊弘 菊池通隆 | 西森明良 | 菊池通隆                                                                     | 1989年6月28日         |
| PROJECT III | -覚醒-       | 會川昇 | 西森明良          | 西森明良 | 菊池通隆（総作画監督） 西井正典                                              | 1989年12月20日        |
| PROJECT IV  | -終焉-       | 會川昇 | 平野俊弘 西森明良 | 西森明良 | 菊池通隆（総作画監督） 岩瀧智（メカニック作画監督） 西井正典（作画監督協力） | 1990年2月21日         |

## ドラマCD
冥王計画ゼオライマー『大冥界』
OVA版の後日譚という設定だが、マサキによると死後の世界なのか異次元なのかは判別のつかない世界とされる。シリアスな本編から打って変わり、こちらは完全なギャグコメディー作品となっている（マサトが軽い性格になっていたり、美久がマサトを「変態二重人格男」と呼びマサキには「あちゃー、また出た」などと毒舌を吐いたりする。幽羅帝と耐爬のまぐわりを盗撮するルラーン、葎が仮面収集家のファザコンになるなど）。

## 関連書籍
B-CLUB VISUAL COMIC 冥王計画ゼオライマー 天の巻
1989年7月にバンダイより発売された。ISBN 4-89189-036-3
B-CLUB SPECIAL 冥王計画ゼオライマー
1990年12月にバンダイより発売された。ISBN 4-89189-132-7

## ゲーム
スーパーロボット大戦シリーズ
バンダイナムコエンターテインメントのシミュレーションRPGシリーズ。
本作のキャラクター・ロボットが登場する（一部作品はグレートゼオライマーが登場）。初登場の『MX』ではキャラクターボイスも収録されているが、塞臥役の塩沢兼人が亡くなっているため、新規に山崎たくみがキャスティングされている。
- スーパーロボット大戦MX（2004年）
- スーパーロボット大戦J（2005年）
- スパロボ学園（2009年）
- スーパーロボット大戦Card Chronicle（2012年）
- スーパーロボット大戦X-Ω（2019年）

機動戦隊アイアンサーガ
GAME DUCHYのiOS / Android用アプリゲーム。
2019年8月にコラボイベントが開催。本作のキャラクター・ロボット（グレートゼオライマー含む）が登場する。なお、美久役の本多知恵子が亡くなっているため、本作では天宮みやが新規にキャスティングされている。